# (11321) Tosimatumoto
(11321) Tosimatumoto est un astéroïde de la ceinture principale.

## Description
(11321) Tosimatumoto est un astéroïde de la ceinture principale. Il fut découvert le 21 février 1995 à Geisei par Tsutomu Seki. Il présente une orbite caractérisée par un demi-grand axe de 3,02 UA, une excentricité de 0,08 et une inclinaison de 9,5° par rapport à l'écliptique.

## Compléments